# إنتاج ندي مبني على مشاع

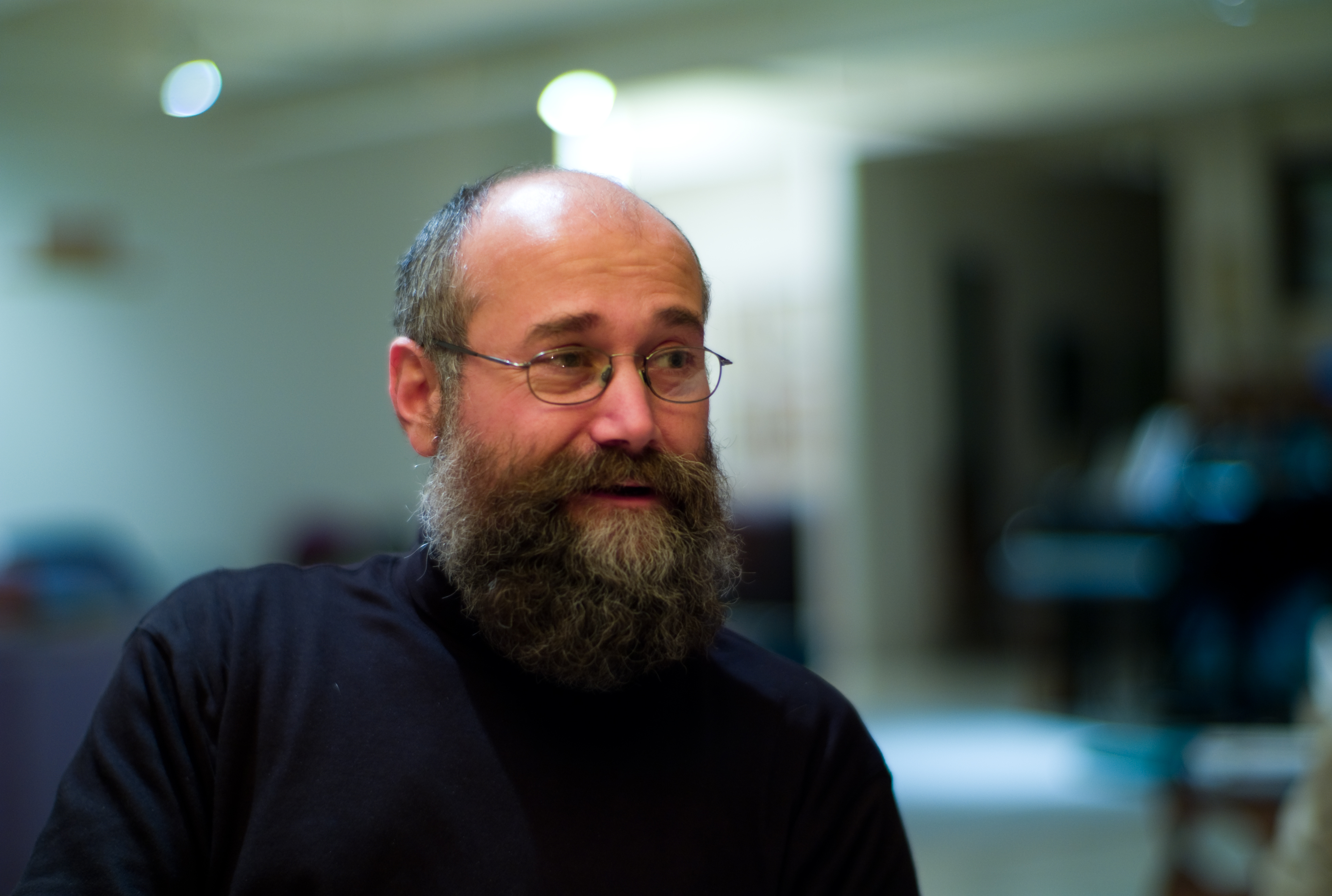

الإنتاج النّدي المبني على المشاع (Commons-based peer production) هو مصطلح صاغه (نحته) يوحاي بنكلر Yochai Benkler, الأستاذ في كلية هارفارد للحقوق Harvard Law School, لوصف نموذج جديد من الإنتاج الاجتماعي-الاقتصادي حيث يتم تنسيق الطاقات الخلاقة لدى أعداد كبيرة من الناس (عادة بمساعدة الإنترنت) في مشاريع كبيرة وذات مغزى في الغالب من دون التنظيم الهرمي التقليدي.
هذه المشاريع هي في كثير من الأحيان، ولكن ليس دائما، تكون من دون تعويضات مالية للمساهمين. وكثيرا ما يستخدم هذا المصطلح بالتبادل مع مصطلح «الإنتاج الاجتماعي». يعتبر بنكلر أن الإنتاج النّدي المبني على المشاع يتناقض مع إنتاج الشركة (التي تُفوض فيها المهام بناء على عملية صنع قرار مركزية) ومع الإنتاج المبني على السوق (حيث تُوضع أسعار مختلفة للمهام مختلفة تكون بمثابة حافز لجميع المهتمين في تنفيذ مهمة ما).

## وصلات خارجية
- الإنتاج الندي المبني على المشاع[وصلة مكسورة]، مقالة على ويكيلوجيا.
- Wealth of Networks - كتاب يوحاي بنكلر عن ثروة الشبكات إصدار عام 2006.
- Open Source Drug Discovery Foundation - Open Source Drug Discovery Foundation is an international non-profit foundation based in India to accelerate drug discovery for infectious diseases.The foundation is based in India.
- The Foundation for P2P Alternatives - Function as a clearing-house for open/free, participatory/p2p and commons-oriented initiatives.
- The Emergence of Open Design and Open Manufacturing Michel Bauwens, We Magazine Volume 2
- Peerconomy.org - Wiki on peer economy.